# マルアイ (食品メーカー)
株式会社 マルアイは、かつて愛知県名古屋市熱田区一番二丁目に本社を置いていた水産加工品の製造・販売会社である。コーポレート・メッセージは「味の心をつたえます」
主に削り節・海苔・ふりかけ・お茶漬けなどを製造・販売しており、特に削り節の販売では東海地区でトップシェアを誇る。
かつお節を削る前工程で節を高温焙炒する製造特許を保有している。
2005年（平成17年）4月に、静岡市清水区に本社を置く食品メーカー、はごろもフーズ株式会社の子会社となった。2010年（平成22年）10月、はごろもフーズに削り節をはじめとした主力商品の販売事業を移管させ、同社の製造子会社としての事業に徹していたが、2017年（平成29年）4月1日をもって、はごろもフーズに吸収合併され法人・会社は解散した。

## 沿革
- 1918年（大正 7年） - 前身である名田屋開業（名古屋市中村区）。海産物販売を行う。1922年（大正11年）より削り節加工を開始。
- 1946年（昭和21年）9月 - 愛知食品株式会社として設立。
- 1954年（昭和29年）7月 - 熱田工場（名古屋市熱田区）竣工。
- 1956年（昭和31年）12月 - 中部日本放送株式会社（CBC）のテレビ放送開始と同時に、東海3県においてテレビコマーシャルを放映。
- 1962年（昭和37年）4月 - 味付のり「浜じまん」発売。
- 1963年（昭和38年）5月 - ふりかけ「かつおのり」発売。
- 1964年（昭和39年）
  - 3月 - 東京営業所（現・東京支店）開設。
  - 9月 - 「株式会社丸愛」に社名変更。
- 1966年（昭和41年）
  - 7月 - 慶弔ギフト専門販社の丸愛商事株式会社設立（現・マルアイ商事株式会社〔はごろもフーズの子会社〕）。
  - 10月 - 本社および名古屋営業所（現・名古屋支店）の新社屋竣工（名古屋市熱田区へ移転）。
  - 11月 - 大阪営業所（現・大阪支店）開設。
- 1973年（昭和48年）10月 - 鰹節削り「ニューパック」発売。
- 1979年（昭和54年）9月 - 木曽岬工場（三重県桑名郡木曽岬町）新設。
- 1988年（昭和63年）10月 - 「株式会社マルアイ」に社名変更。
- 1997年（平成 9年）5月 - 木曽岬第二工場（三重県桑名郡木曽岬町）竣工。
- 2005年（平成17年）4月 - はごろもフーズ株式会社（静岡市清水区、東証2部上場）の子会社となる。
- 2006年（平成18年）9月 - 創立60周年。
- 2010年（平成22年）8月 - マルアイが製造販売する乾物製品（削り節、ふりかけなど）の一部をはごろもフーズに販売権を譲渡。乾物製品の一部は「Hagoromo」ブランドでの販売になる。2011年（平成23年）5月現在、マルアイホームページのトップページに「マルアイは、はごろもブランド商品を製造しています。」のメッセージが記されている。
- 2017年（平成29年）4月 - はごろもフーズに吸収合併され、解散

## 事業所
- 本社
- 熱田工場・木曽岬工場・木曽岬第二工場

※工場は2017年4月1日を以て、はごろもフーズの直営に移管した。

## 主要製品
※ 2010年（平成22年）9月以降は、商品の大半がはごろもフーズに販売が移管され、同時にブランド名も「マルアイ」から「Hagoromo」に変更された。

### 削り節
- 焙炒造り さつまの華
- 焙炒鰹パック
- 花かつお
- かつお厚削り

### 海苔
- 浜じまん
- 潮乃膳
- 味付のり
- 味付おかずのり

### ふりかけ・混ぜご飯・茶漬け
- 無添加ふりかけ
- PL（ピュアライフ）ふりかけ
※ 販売元がはごろもフーズに変わってからもブランド名はそのまま残ったが、2011年(平成23年)に、はごろも独自のブランド「パパッとふりふり」にブランド名が変更された。
  - かつお
  - さけ
  - いわし
  - しらす
  - たまご
  - 野菜
  - 明太昆布
  - わさび
  - 七味唐辛子
- わかめ混ぜご飯
- だし茶漬け

### だしパック
- 天然だしパック

### その他
- 各種ギフト
- 業務用製品

## 関連人物
- 中村メイコ（1964年〈昭和39年〉の「となりのおばさん編」と2008年〈平成20年〉の「となりのお姉さん編」のCMソングを歌唱。作詞・作曲は中村の夫の神津善行）
- 遥くらら（1980年代にCMキャラクターを務めた　「くらら、マルアイ!!」のセリフで知られた）
- 未來貴子（1990年代にCMキャラクターを務めた）